# باي سيتي رولرز (فريق موسيقي)
باي سيتي رولرز (بالإنجليزية: Bay City Rollers)‏ هو فريق بوب روك اسكتلندي اشتهر بشعبية بين شباب المراهقين في جميع أنحاء العالم في السبعينيات. وقد أطلق عليهم اسم «أحاسيس مراهقين الطرطان من إدنبرة» والطرطان نوع من القماش الصوفي الطويل الذي ابتدعه الاسكتلنديون، ويقال عن الفريق أيضا انه أول من لفت الأنظار منذ فريق البيتلز.
شهد الفريق العديد من التغييرات على مر السنين، لكن التشكيلة الاصلية خلال أوجها تضمنت عازفي الجيتار إريك فولكنر وستيوارت وود والمغني ليه ماكيون وعازف الجيتار آلان لونجمير وقارع الطبول ديريك لونجموير، كما ضمت التشكيلة في عام 2018 عازف الجيتار ستيوارت وود (وودي) والمغني إيان طومسون وعازف الجيتار ماركوس كوردوك وقارع الطبول جيمي ماكغروري.
13 البوم (تسجيل استوديو)
2 البوم (تسجيل حي من المسرح)
8 البوم (تجميعات مختلفة)
31 أغنية منفردة (مطبوعة على اسطوانة صغيرة)
13 البوم (تسجيل استوديو)